# فیلیپ چهارم، پادشاه فرانسه
فیلیپ چهارم یا فیلیپ زیبا (به فرانسوی: Philippe IV le Bel) (۱۲۶۸ میلادی – ۲۹ نوامبر ۱۳۱۴ میلادی) پادشاه فرانسه از سال ۱۲۸۵ میلادی تا هنگام مرگش بود. وی همچنین پس از ازدواج با خوآنای یکم، ملکه ناوار توانست از سال ۱۲۸۴ تا ۱۳۰۵ میلادی با عنوان فیلیپ یکم به پادشاهی ناوار نیز برسد. او به دلیل زیبایی و خوش‌رویی با عنوان زیبا و به دلیل اقتداری که داشت با عنوان و لقب پادشاه آهنین شناخته می‌شود.

## خاندان
وی از خاندان کاپتی‌ها و پسر فیلیپ سوم از همسرش ایزابلای آراگون بود.

## رابطه با کلیسا
پس از آن که فیلیپ چهارم بدون مشورت با پاپ، بر عواید کلیسا مالیات بست، بونیفاس هشتم که مدعی حاکمیت عمومی پاپ به عنوان جانشین مسیح بود، در پاسخ سال ۱۲۹۶ میلادی با صدور فرمانی تحت عنوان «کلریکوس لایکوس» روحانیون را از پرداخت هرگونه مالیات به هر شکلی به هر حاکم سکولار منع نمود. در تلافی، فیلیپ نیز خروج سکه از فرانسه را ممنوع کرد تا پاپ از عواید فرانسه محروم شود. بونیفاس سال ۱۳۰۲ میلادی با صدور فرمان پاپی دیگری تحت عنوان «اونام سنکتام»، «رستگاری هر انسان» را صرفاً منوط به «پایبندی به پاپ رم» دانست. در مواجهه با مقاومت عوامل کلیسا، فیلیپ یک اسقف را به خیانت متهم و زندانی کرد تا دیگران را بترساند. با این حال همچنان در مقابل او پایداری می‌شد. فیلیپ تصمیم گرفت از احساسات ضد روحانیت در میان مردم استفاده کند و نمایندگان طبقات اجتماعی را برای یک دیدار گرد آورد تا سیاست‌های کلیسایی او و جمع‌آوری مالیات را تأیید نمایند. این اقدام نخستین گام در سِیر فرانسه به سمت دولت مشروطه تلقی می‌شود. فیلیپ چهارم خواهان تشکیل شورایی جهت محاکمه بونیفاس هشتم به اتهام «بدعت‌گذاری، کفرگویی، قتل، لواط، جادوگری و عدم پایبندی به روزه» شد. اقدام پاپ به تکفیر فیلیپ، موجب ترغیب پادشاه فرانسه به توسل به زور علیه پاپ گردید. بدین ترتیب رو ۷ سپتامبر سال ۱۳۰۳ میلادی عوامل فیلیپ به کمک نیروهای ایتالیایی ضد پاپ، بونیفاس را در نزدیکی رم دستگیر کردند تا او را وادار به لغو حکم تکفیر و حضور در شورای مذکور نمایند. با این وجود، در پی تشنج به پا شده، بونیفاس سه روز بعد توسط مردم محلی آزاد شد اما در عرض یک ماه در اثر شوک وارد آمده درگذشت. پس از مرگ بونیفاس، تحت نفوذ فیلیپ، فردی فرانسوی با عنوان کلمنت پنجم جانشین او شد.

## سرکوب شوالیه‌های معبد
فیلیپ به دلیل نیاز به پول برای جنگ با کنت‌نشین فلاندر و انگلیسی‌ها، چشم طمع به دارایی‌های شوالیه‌های معبد دوخت و استاد اعظم، ژاک دو موله از شوالیه‌های معبد را دستگیر کرد و پاپ را در فشار گذاشت تا آنها را سرکوب کند.

## اخراج یهودیان
فیلیپ سال ۱۳۰۶ میلادی دستور به بازداشت تمامی یهودیان در فرانسه داد. پس از بین بردن حساب بدهی‌ها به آن‌ها و مصادره اموالشان، یهودیان را از پادشاهی خود اخراج کرد. او با بهره‌گیری از فضای بدبینی حاکم بر اروپا نسبت به یهودیان، با این کار محبوبیت بیشتری برای خود رقم زد.
نبرد مهمیزهای زرین در نزدیکی کورتره که سپاهی در برگیرنده دوهزار و پانصد شهسوار و شوالیه و چهار هزار سرباز پیاده که برای سرکوبی شورش فلاندر گسیل شده بود به شکست انجامید و پادشاه را بسیار شرمنده کرد. این سرشکستگی سپاهی که در جنگ‌های صلیبی شرکت داشت می‌توانست به کافر خواندن شاه بینجامد، ولی فیلیپ از نفوذش بر پاپ کلمنت پنجم در این مورد سود برد. چندی پس از آن هم شوالیه‌ها را بازداشت و دچار دادگاه‌های مذهبی کرد. سرنوشت دارایی‌ها و اندوخته‌های شهسوارانی که در جنگ‌های صلیبی پیکار کردند نیز در هاله‌ای از ابهام است، گویا دسته‌ای از اینان در روزگار فیلیپ که تمایل داشت دارایی‌هایشان رابه دست بیاورد از دست وی گریخته و خود را به پادشاهی اسکاتلند رسانده‌اند. واپسین شهسوار نامی جنگ‌های صلیبی ژاک دوموله نام داشت که وی را در پاریس به چوبی بسته و به آتش کشیدند. تاریخ‌نگاران گفته‌اند که او در میان گدازه‌های آتش، پاپ و فیلیپ چهارم را نفرین کرده و آنها را تا یک سال دیگر به پیش خداوند فراخوانده بود. گویا یک سال پس از آن نیز فیلیپ و پاپ کلمنت پنجم مردند. فیلیپ چهارم در هنگام شکار دچار حادثه شد و درگذشت. وی را در کلیسای سن-دنی به خاک سپردند. پس از وی لوئی دهم به پادشاهی رسید.